# Летище Берлин Тегел
Летище Берлин Тегел „Ото Лилиентал“ (на немски: Flughafen Berlin-Tegel „Otto Lilienthal“) (IATA: TXL, ICAO: EDDT) е главното международно летище в Берлин, федералната столица на Германия. Летището носи името на Ото Лилиентал и е четвъртото по натовареност летище в Германия, с малко над 20,7 милиона пътници за 2014 г. През 2017 г. летище Берлин Тегел обслужи 20,5 милиона пътници. Летището е възел за Eurowings, както и база за EasyJet и Germania. То предлага полети до няколко европейски метрополии и курортни дестинации, както и някои междуконтинентални маршрути. Разположено е в Тегел, част от северния квартал Райникендорф, 8 км северозападно от центъра на Берлин. Летище Тегел е забележително с главния си терминал във форма на шестоъгълник около отворен площад, което прави пешеходните разстояния по-малки от 30 метра от въздухоплавателното средство до терминалния изход.
След откриването на новото летище Берлин Бранденбург на 8 ноември 2020 г., летището в Тегел е закрито и всички полети са пренасочени към новото летище.

## Терминали
Летище Тегел се състои от пет терминала. Тъй като летището, в сравнение с други, е малко, тези терминали се считат като зали за бординг.

### Терминали A и B
Главната сграда е оригиналната част на летището. Състои се от две части:
- Терминал A е пръстен в шестоъгълна форма с паркинг, стоянки за такси и автобусни спирки по средата. Състои се от 14 пътнически ръкава, съответващи на 16 чек-ин гишета (А00-А15). Няма транзитна зона, което означава, че всеки изход има отделен контролен пункт за проверка на сигурността и изход за пристигащите пътници. Повечето големи авиокомпании кацат и излитат оттук, най-вече престижни полети като междуконтинентални полети за натоварени европейски възели, например полети на United Airlines до Нюарк и полети на Lufthansa до Мюнхен и Франкфурт. Целият покрив е платформа за посетители. Терминал А е в състояние да обслужи широкообхватни въздухоплавателни средства до размера на Boeing 767-400ER или Airbus A330-300 на две позиции, но само с един пътнически ръкав прикрепен към всеки от тях.
- Терминал B (също наричан Nebel-Hall в чест на Рудолф Небел) е бивша зала за чакане в странично крило на главната сграда, в която се намират чек-ин гишета B20-B39. Има само една стоянка за самолет, обслужваща го директно. Тази единствена местостоянка обаче може да обслужи широкомащабен самолет до размерите на Боинг 777-300ER и Боинг 747-400.

### Терминал C
Терминал C е открит през май 2007 г. като временно решение, тъй като всички други терминали работят на максимален капацитет. Главно се използва от Air Berlin до прекратяването ѝ. Съдържа 26 чек-ин гишета и изходи (гейтове) C38-C51, C60-C67 (част C2) и C80-C89 (в новата допълнителна част C3). От 2008 г. до август 2009 г. са построени пет допълнителни стоянки и сградата е разширена с около 50% от първоначалната ѝ големина, за да може да обслужва още 1,5 милиона пътници на година. Разширеният терминал сега разполага с транзитна зона за пътници с връзка с други полети. Поради договори за защита срещу шум, общият брой на самолетните стоянки на летището е ограничен, поради което стоянки на перона (обслужващ Терминал A и D) се налага да се премахнат. Терминал C може да обслужи широкомащабни машини като Airbus A330-200 на бившата Air Berlin и Boeing 747 – 400, но няма никакви пътнически ръкави.

### Терминал D
Терминал D е официално открит през 2001 г. В него с намират общо 22 чек-ин гишета (D70-D91) с три изходи (гейта). Терминал D е единствената част от летището, която остава отворена цяла вечер. По-долната част за пристигащи пътници е Терминал E (изходи E16-E18).